# Уршулін (Люблінський повіт)
Уршулін (пол. Urszulin) — село в Польщі, у гміні Бихава Люблінського повіту Люблінського воєводства.
Населення — 119 осіб (2011).
У 1975-1998 роках село належало до Люблінського воєводства.

## Демографія
Демографічна структура станом на 31 березня 2011 року:
|          | Загалом | Допрацездатний вік | Працездатний вік | Постпрацездатний вік |
| -------- | ------- | ------------------ | ---------------- | -------------------- |
| Чоловіки | 59      | 12                 | 36               | 11                   |
| Жінки    | 60      | 14                 | 31               | 15                   |
| Разом    | 119     | 26                 | 67               | 26                   |